# フリードリヒ・ベルンハルト (プファルツ＝ゲルンハウゼン公)
フリードリヒ・ベルンハルト（ドイツ語：Friedrich Bernhard, 1697年5月28日 - 1739年8月5日）は、プファルツ＝ゲルンハウゼン公（在位：1704年 - 1739年）。

## 生涯
フリードリヒ・ベルンハルトは、プファルツ＝ゲルンハウゼン公ヨハン・カール（1638年 - 1704年）とその2番目の妃でヴィッツレーベン＝エルガースブルク男爵ゲオルク・フリードリヒの娘エスター・マリア（1665年 - 1725年）の長男として生まれた。
1704年に父の跡を継いでプファルツ＝ゲルンハウゼン公となった。フリードリヒ・ベルンハルトはフランス陸軍のロイヤル・アルザス連隊の大佐となった。また、聖ユベール騎士団の騎士であった。ツヴァイブリュッケン摂政カロリーネとの間に1736年に結ばれた条約により、フリードリヒ・ベルンハルトには年間12,000ギルダーの手当が与えられた。
フリードリヒ・ベルンハルトは1739年に男子継承者がいないまま死去し、ゲルンハウゼンは弟ヨハンが継承した。

## 結婚と子女
1737年5月30日にアーロルゼンにおいて、ヴァルデック＝ピルモント侯フリードリヒ・アントン・ウルリヒの娘エルネスティーネ・ルイーゼと結婚した。エルネスティーネ・ルイーゼの母は、プファルツ＝ツヴァイブリュッケン＝ビルケンフェルト公クリスティアン2世の娘でフリードリヒ・ベルンハルトの従姉妹ルイーゼであった。この結婚で2女が生まれた。
- カロリーネ・ルイーゼ（1738年1月22日 - 1782年5月26日）
- エルネスティーネ・フリーデリケ・アウグステ（1739年2月17日 - 1746年9月16日）